# 埃斯卡罗
埃斯卡罗（法語：Escaro，法語發音：[ɛskaʁo] ⓘ）是法国东比利牛斯省的一个市镇，位于该省中部偏西，属于普拉德区。

## 地理
埃斯卡罗（42°32'16"N, 2°18'55"E）面积15.21 平方千米，位于法国奧克西塔尼大區东比利牛斯省，该省份为法国大陆部分最南部的省份，涵盖了北加泰罗尼亚，北起奥德省，西接阿列日省和安道尔，南与西班牙接壤，东临地中海。
与埃斯卡罗接壤的市镇（或旧市镇、城区）包括：塞尔迪尼亚、菲亚、萨奥尔、涅尔、苏阿尼亚斯。

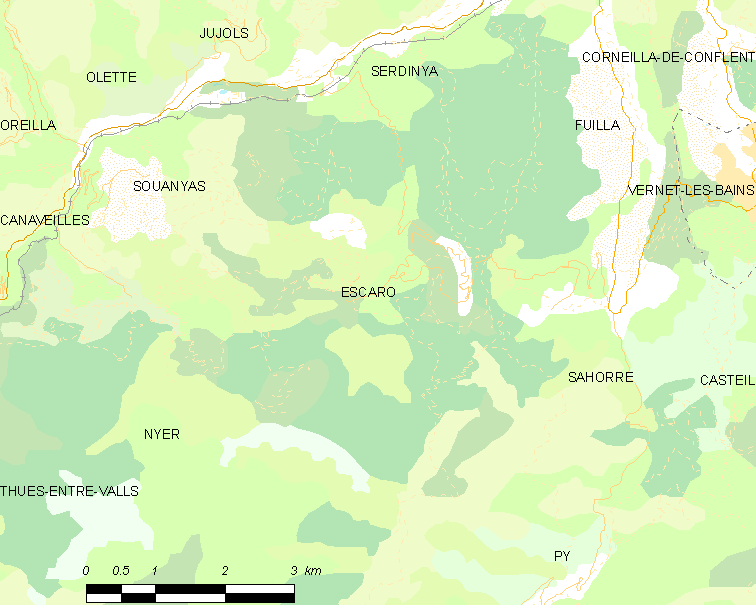
埃斯卡罗的OSM定位图

埃斯卡罗的时区为UTC+01:00、UTC+02:00（夏令时）。

## 行政
埃斯卡罗的邮政编码为66360，INSEE市镇编码为66068。

## 政治
埃斯卡罗所属的省级选区为加泰罗尼亚比利牛斯县。

## 人口

1962-2008年间埃斯卡罗人口变化图示

埃斯卡罗于2022年1月1日时的人口数量为127人。